# قطار (فیلم ۱۹۷۳)
قطار (فرانسوی: Le Train‎) فیلمی در ژانر جنگی و رمانتیک است که در سال ۱۹۷۳ منتشر شد. از بازیگران آن می‌توان به ژان لویی ترنتینیان، رومی اشنایدر، آن ویازمسکی، ژان-پیر کاستالدی، و پائول بانیفاش اشاره کرد.